# Кизил-кобинская культура
Кизи́л-коби́нская культура — археологическая культура конца бронзового и раннего железного веков (IX—III века до н. э.) в Крыму.
На территории Крымского полуострова выявлено несколько археологических культур эпохи бронзы: ямная, кеми-обинская, катакомбная, многоваликовой керамики, срубная. Ни одна из них не является чисто крымской. Каждая имеет обширный ареал и Крым входит в него как одна из составных частей. В Крыму выявлено множество памятников кизил-кобинской — чисто крымской культуры, оставленных таврами. Культура выглядит очень архаично. Во время распространения железных изделий, здесь всё ещё использовались каменные топоры и кремнёвые орудия эпохи неолита. Камень применялся до самого конца эпохи бронзы и лишь железо окончательно вытеснило его из производства. При раскопках не часто встречаются бронзовые изделия. Культурные слои поселений, заполнения жилищ и хозяйственных ям насыщены тысячами обломков вылепленных от руки сосудов. Судя по письменным источникам кизил-кобинцам была присуща замкнутость и нежелание вступать в торговые и иные контакты со своими соседями. В III веке до н. э. кизил-кобинские поселения прекращают существование, однако тавры (носители культуры) ещё упоминаются в письменах I века нашей эры.

## Название и география распространения
Название получено по месту раскопок на предгорных поселениях у пещеры Кизил-Коба (Красные пещеры — укр. Червона печера, крымскотат. Qızıl Qoba, Къызыл Къоба) археологами Г. А. Бонч-Осмоловским, Н. Л. Эрнстом и краеведом С. И. Забниным в 1921—1924 годах.
Основной кизил-кобинский ареал охватывает территорию всего предгорного (от Севастополя до Феодосии) и Главной гряды горного Крыма, а также южный берег полуострова. На рубеже VI—V веков до н. э. следы кизил-кобинской культуры появились на азовском побережье Керченского полуострова.

## Датировка
Культура хронологически подразделяется на три периода: IX—середина VII века до н. э., середина VII—V век до н. э., IV—III века до н. э.. Существует однако и другое мнение, что культура тавров и кизил-кобинская должны рассматриваться как две близкие, но отдельные культуры, принадлежащие разным группам народов. На основе сходства памятников, близких по материальной культуре с Кобанской культурой Северного Кавказа, высказано предположение об их генетической связи и кавказском происхождении.
В результате скифской экспансия в Крым в VII—VI веках до н. э. тавры были вынуждены уйти из степного Крыма и территория их расселения сократилась. С этого времени таврская культура стала развиваться под влиянием скифской и тавры постепенно утратили свои специфические особенности культуры. В III веке до н. э. кизил-кобинская культура прекратила своё существование, но тавры продолжали жить среди поздних скифов и во II—III веке они были полностью ассимилированы скифами.

## История исследования и этническая принадлежность

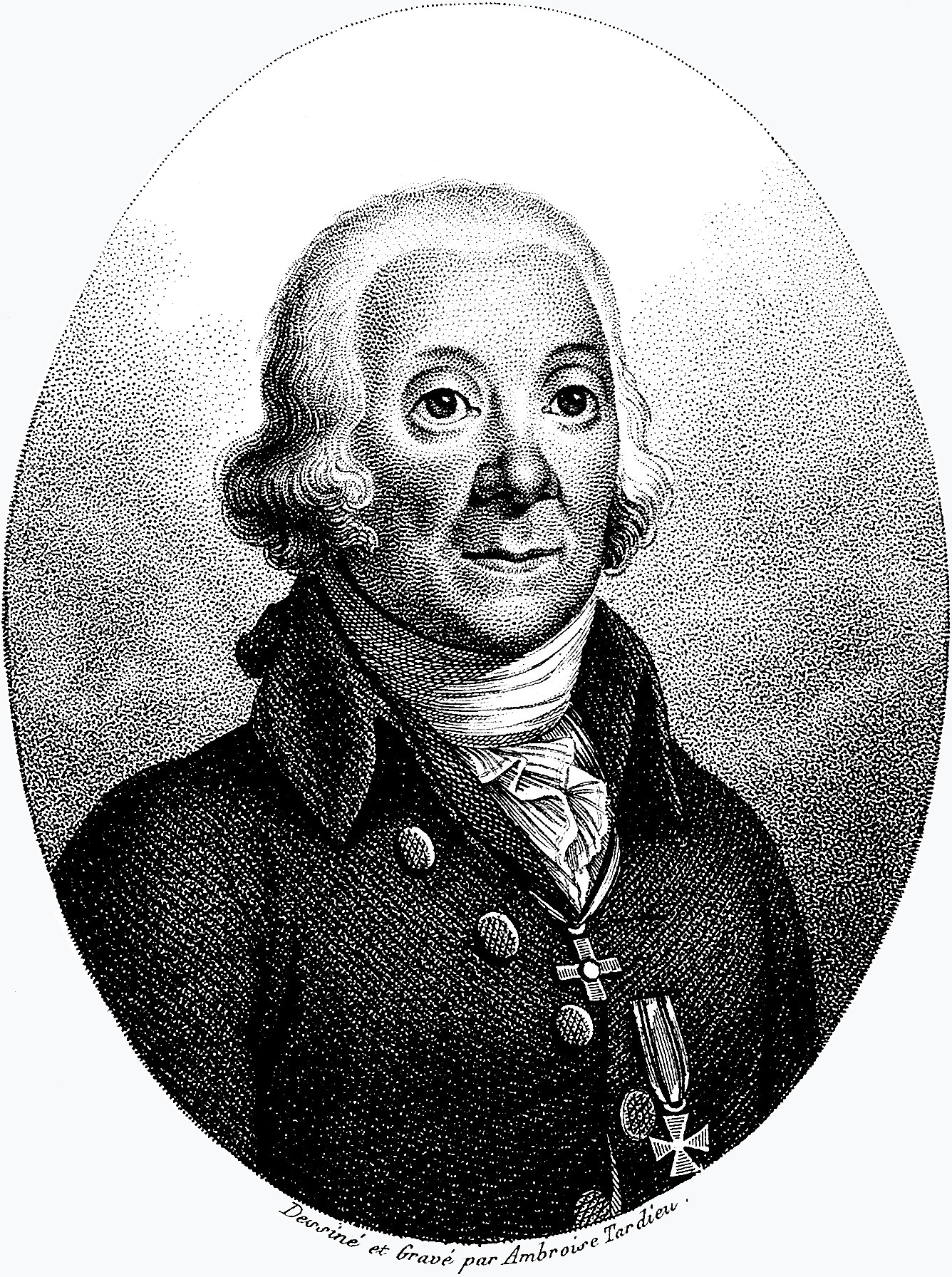
Пётр Симон Паллас — первооткрыватель кизил-кобинских древностей

### Конец XVIII — начало XX века
В конце XVIII века в предгорной и горной частях южного побережья Крыма и в Байдарской долине российским учёным-естествоиспытателем П. С. Палласом были обнаружены древние погребения в каменных ящиках и сделано их первое описание. В 1840-х годах обследование каменных ящиков было продолжено Ф. Дюбуа де Монпере и А. Я. Фабром, которые отождествили эти погребальные памятники с дольменами Кавказа и Западной Европы. В течение всего XIX столетия и до начала 1920-х годов исследования и открытия новых каменных могильников продолжали А. Подберезский, Н. А. Чекалёв, Г. Э. Караулов, А. С. Уваров, Ю. Д. Филимонов К. С. Мережковский, Н. М. Печёнкин, Н. И. Репников и другие. Основные исследования касались погребений. В 1914 году С. И. Забнин провёл раскопки на поселении у пещеры Кизил-Коба. Им были обнаружены фрагменты лепной керамики и образцы кремнёвых орудий. В начале XX века существовали две основные гипотезы об этнической принадлежности создателей каменных захоронений: каменные ящики Крыма тождественны дольменам Кавказа и мегалитическим сооружениям Западной Европы; каменные ящики принадлежность киммерийцам и таврам.

Г. А. Бонч-Осмоловский — выделил кизил-кобинскую культуру

### 1920—1930-е годы
В 1921 году полевые исследования каменных ящиков и поселений кизил-кобинской культуры были продолжены. Начался следующий этап в изучении культуры. Г. А. Бонч-Осмоловским, С. И. Забниным, Н. Л. Эрнстом, Н. И. Репниковым, Л. Н. Соловьёвым, Ю. Ю. Марти и другими проводились раскопки поселений в горных и предгорных районах Крыма, в Байдарской долине (комплекс Таш-Кой), на Гераклейском полуострове, а также в Восточном Крыму. Исследованные памятники были выделены Бонч-Осмоловским в кизил-кобинскую культуру, которую он генетически предположительно связал с таврами античных письменных источников, которые помещают тавров в Крымские горы и отнёс данную культуру к позднему бронзовому веку. Дальнейшие полевые исследования в 1920-х — 1930-х годах подтвердили предположение о принадлежности этой культуры таврам. Основанием для объединения всех обнаруженных древностей подобного типа с разнородными материалами явилось их совместное залегание. Однако в 1930-е годы существовала и другая, противоположная точка зрения. В. Н. Дьяков, изучая хозяйственный уклад тавров, указал на низкий уровень их материальной культуры по сравнению с производящим хозяйством населения кизил-кобинской культуры. Это дало основание для рассматривания таврской и кизил-кобинской культур как двух отдельных, принадлежащих разным группам населения.

### 1940—1950-е годы
После Великой Отечественной войны исследования памятников кизил-кобинской культуры продолжились Херсонесским историко-археологическим музеем совместно с Бахчисарайским музеем пещерных городов Крыма. Основные раскопки проводились на поселениях: Инкерманском, Симферопольском, в долине балки Ашлама, на горе Кошка, Караул-Оба, в пещерах Байдарской долины, у села Понизовка, в зоне строительства Симферопольского водохранилища и других местах. В 1940—1950-е годы позиции исследователей по вопросам развития кизил-кобинской культуры и её этнической составляющей, в целом были близки между собой. На этом этапе кизил-кобинская культура признавалась принадлежащей ранним таврам (до V века до н. э.). П. Н. Шульц предложил следующую периодизацию развития тавров: ранние — X—VI века до н. э.; средней поры — V—II века до н. э.; поздней поры — I век до н. э. — I—IV века; позднейшего времени — раннее средневековье.

### 1960—1980-е годы
В 1965 году А. М. Лесков в своей монографии «Горный Крым в I тысячелетии до нашей эры» обобщил материалы по изучению кизил-кобинской культуры, накопленные за всё время исследований. Он выделил три этапа развития культуры. На раннем этапе (IX — начало VI века до н. э.) Лесков отметил влияние на кизил-кобинскую поздней срубной культуры, предположил влияние дольменной культуры Западного Кавказа и выдвинул теорию, что основной вклад в сложение кизил-кобинской культуры принадлежит кобанской культуре. На среднем этапе (VI—V века до н. э.) ареал кизил-кобинцев (тавров) распространился до прибрежных районов Керченского полуострова. Поздний этап развития таврской культуры датируется А. М. Лесковым IV—I веками до н. э.
А. А. Щепинский рассматривал население кизил-кобинской культуры как поздних киммерийцев, мигрировавших в VIII—VII веках до н. э. в горный Крым под натиском скифов, где они подверглись частичной ассимиляции субстратным населением. При этом таврская и кизил-кобинская культуры сосуществовали вместе, сохраняя свою специфику вплоть до II века до н. э.
В своей монографии 1981 года «Кизил-кобинская культура и тавры» Х. И. Крис подвергла критике взгляды А. М. Лескова относительно развития и этнической атрибуции кизил-кобинской культуры и, также как в своё время (1939 год) В. Н. Дьяков, указала на различный характер двух культур. Она подчёркивала различия в хозяйственных укладах тавров и кизил-кобинского населения, различный характер их погребений и относила их к отдельным этнокультурным группам. Крис выделила два этапа в развитии кизил-кобинской культуры: IX—VIII века до н. э. — соответствует первому периоду чернолесской культуры и частично гальштатской культуре Центральной Европы; VIII—VI века до н. э. — соответствует второму периоду чернолесской культуры и включает раннюю ступень скифской.

### 1990-е — начало 2000-х годов
В начале 1990-х исследования памятников кизил-кобинской культуры на Гераклейском полуострове проводились Севастопольской экспедицией Херсонесского государственного историко-археологического музея под руководством О. Я. Савели. Во время раскопок были обнаружены свидетельства контактов кизил-кобинского и греческого населения Гераклейского полуострова. О. Я. Савеля отмечал, что керамика поселений кизил-кобинской культуры встречается вместе с греческой в смешанных слоях и относится к концу IX—IV (III) векам до н. э., а также что какая-либо преемственность между поселениями кизил-кобинской культуры и античными комплексами полуострова не прослеживается.
В 1995 году проблемы истории тавров и развития кизил-кобинской культуры рассмотрел И. Н. Храпунов в своей работе «Очерки этнической истории Крыма в раннем железном веке». Его точка зрения — таврское население горного и предгорного Крыма VIII—III веков до н. э. является носителем кизил-кобинской культуры.
В. А. Колотухин предложил рассматривать горный Крым XIII—X веков как единую, но периферийную, этно-культурную территорию степного Причерноморья сабатиновского и белозёрского типов эпохи бронзы. Носителями культуры он также считал тавров.
В 2001—2002 годах С. Н. Сенаторов в работе по вопросам типологии и хронологии лепной керамики кизил-кобинской культуры отметил отличительную особенность культуры — непрерывность её развития от конца 2-го тысячелетия до н. э. до эпохи эллинизма.

### Современный этап
За последние годы в ходе раскопок были открыты новые памятники и получены новые материалы, относящиеся к кизил-кобинской культуре, в результате чего были выдвинуты новые гипотезы и пересмотрены взгляды предшественников на генезис и этническую атрибуцию данной культуры. В своих работах 2007—2016 годов Э. А. Кравченко, проводившая раскопки на опорном памятнике Уч-Баш в 2006—2012 годах, рассмотрела синхронные и типологически целостные комплексы основных поселений кизил-кобинской культуры в горном Крыму, которые были ею выделены в отдельный пятый культурный горизонт Уч-Баш V.
В развитии кизил-кобинской культуры Кравченко выделяет периоды: старший дотаврский (вторая половина XI — середина IX века до н. э.), младший дотаврский (вторая половина IX — середина VIII века) и таврский (вторая половина VIII — середина IV века до н. э.), к которому она относит тавров античных источников. В старший дотаврский период кизил-кобинской культуры прослеживаются её связи с белозёрской и гальштатской (в частности с гава-голиградской) культурами. Младший дотаврский период отмечается смешанным характером населения кизил-кобинской культуры, что может быть связано с влиянием гальштатских культур Подунавья, Среднего Поднестровья и Предкавказья. В таврский период формируется культурный горизонт Уч-Баш V, носителями кизил-кобинской культуры этого периода Э. А. Кравченко считает античных тавров.
Проблемы генезиса и этнической атрибуции кизил-кобинской культуры окончательно не решены до настоящего времени. Новые материалы полевых исследований кизил-кобинской культуры требуют систематизации материала и его изучения.

## Типология памятников
Большинство памятников кизил-кобинской культуры находятся в горном и предгорном Крыму. Археологи делят их на две группы: хозяйственно-бытовая и духовно-социальная. А. А. Щепинский приводит такую типологию кизил-кобинских памятников:
- городища характеризуются наличием природных или искусственных укреплений (площадь до 2 га, население 100—300 человек) — Уч-Баш, Карлы-Кая, Кызык-Кулак-Кая, Караул-Оба;
- посёлки — крупные поселения (площадь до 5 га, население 200—900 человек) — Таш-Джарган, Золотое Ярмо, Нейзац, Симферопольское, Балта-Чокрак, Инкерман;
- деревни — малые поселения (площадь до 1,5 га, население 50—80 человек) — Чумакары, Заветное, Тополевка, Опушки;
- хутора — обособленные скотоводческо-земледельческие поселения (площадь до 0,04 га, население до 10 человек) — Трудолюбовка, Лозовое, Понизовка, Малиновка, Старокрымский;
- стоянки скотоводов, охотников и рыболовов носят временный или сезонный характер (площадь до 0,03 га, население до 10 человек) — Чеголтай, Евпатория, Залесье, Таш-Аир, Ангарский перевал.;
- загоны для скота — подскальные огороженные места с жилищем человека — Машино, Малосадовое;
- святилища — Кизил-Коба, Ени-Сала, Змеиное;
- погребения — Марьино, Дружное, Водопойное.

## Хозяйство
Основу хозяйства кизил-кобинского населения составляло земледелие и скотоводство, о чём свидетельствуют находки зёрен пшеницы, ячменя, фасоли и гороха, а также многие тысячи костей домашних животных. Остеологические исследования показали преобладание овец, коз, коров и, в меньшем количестве, свиней. Подспорным промыслом являлась охота, а в прибрежных районах население занималось также рыболовством и сбором съедобных морских моллюсков.

## Материальная культура

### Жилища
Углублённые в грунт жилища в плане имели прямоугольную форму. Основой стен являлись столбы и колья, переплетённые прутьями и обмазанные с обеих сторон саманным раствором. Строение имело двускатную кровлю. Пол обмазывался глиной; в центре в полу находился открытый очаг. Многие наземные дома имели размеры от 30 до 40 м2 и более. Внутри и снаружи вдоль стен располагались хозяйственные ямы различной формы для хранения продовольственных запасов и предметов быта. Заполнение некоторых ям состояло из золы, керамики, костей животных и других предметов, что связывается с жертвоприношениями и культом огня. Иногда хозяйственные ямы использовались вторично для захоронений умерших. Другой тип жилищ — полуземлянки, углублённые до 1 м в грунт. Кровля и стены представляли одно целое и держались на прочной конструкции из толстых жердей. Жилище напоминало плетёный шалаш со скруглёнными углами.

### Орудия труда
Отличительной чертой кизил-кобинской культуры на первом этапе её развития является разностороннее и широкое применение кремня, изделия из которого занимают второе место по количеству находок на поселениях. Это концевые скребки, тонкие ножевидные пластины различных размеров, двухсторонне обработанные орудия с тонким линзовидным сечением, обработанные с двух сторон треугольные кремнёвые ножи, служившие вкладышами для серпов. Из зернистых и мягких пород камня изготовлялись проушные и полированные каменные топоры, зернотёрки, грузила с отверстием в центре. Все изделия из камня — и полированные, и сверлёные — обнаружены на поселениях первого этапа развития кизил-кобинской культуры. Высокий уровень техники и различные приёмы изготовления кремнёвых орудий — характерная черта для поселений конца бронзового века, бедных металлом. Основное место среди бронзовых изделий занимают наконечники стрел, что свидетельствует о культурных контактах с соседними племенами. Какова была роль железных орудий в развитии земледелия исследователи определить затрудняются.
Изделия из кости: проколки, иглы для портняжного производства, расколотые трубчатые кости животных со следами полировки, астрагалы с просверлённым отверстием, наконечники стрел, псалии. Широкое применение костяных изделий в эпоху поздней бронзы также характерно для поселений, бедных металлом.

### Керамика

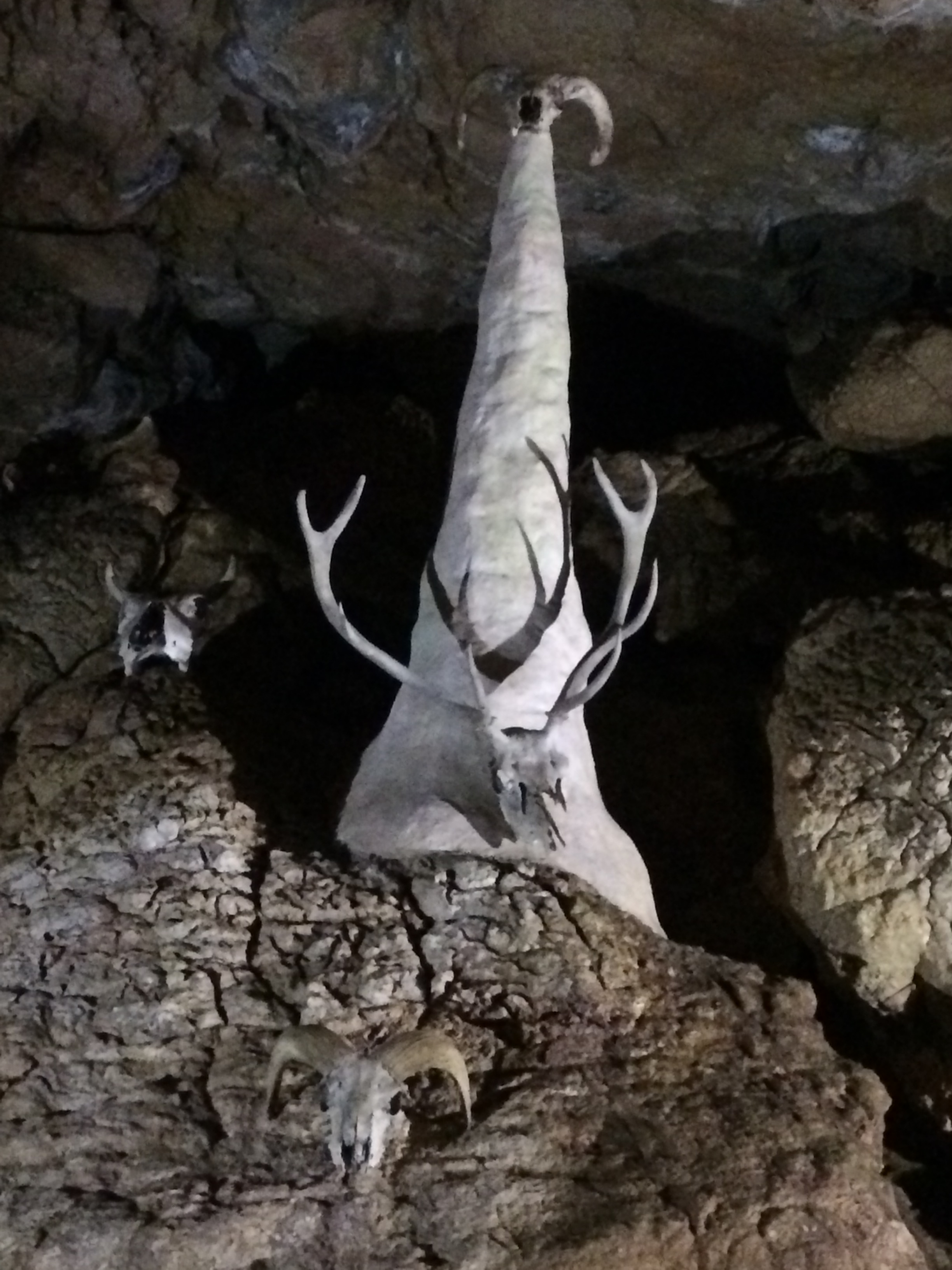
Святилище земледельческо-скотоводческого культа в пещере Кизил-Коба (VII—VI века до н. э.), современная реконструкция

Керамика составляет основной материал археологических раскопок. Основой для классификации кизил-кобинской керамики, по мнению Х. И. Крис, является форма сосуда. Она представлена пятью категориями: горшками, сосудами реповидной формы, мисками, чарками и кубками.
Горшки основных типов: широкогорлые с невыраженной шейкой, бочковидной центральной частью (туловом), умеренно выпуклыми боками; уплощённые сосуды, у которых также отсутствует шейка; широкогорлые с короткой дуговидной, сильно отогнутой, или цилиндрической шейкой; яйцевидной формы; с шаровидным туловом и усечённо-конической шейкой; небольших размеров с уплощённо-шаровидным туловом; крупных размеров — округло-биконические, корчаги; кувшинообразные; грушевидные; с усечённо-коническим горлом и мискообразным туловом.
Сосуды реповидной формы с внешней лощёной поверхностью тёмного цвета, орнаментированы врезными вертикальными линиями, часто образующими пояс из заштрихованных треугольников с опущенными книзу вершинами, специфичны для кизил-кобинской культуры. По еще сырой глине острым предметом наносился орнамент и заполнялся белой пастой. В результате после обжига на тёмной блестящей поверхности ярко выделялись белые узоры.
Миски: плоскодонные, круглодонные или с уплощённым дном, на поддоне.
Чарки: шаровидные с максимальным диаметром на уровне половины высоты сосуда; грушевидные с максимальным диаметром на уровне одной третьей части от основания сосуда.
Кубки: шаровидные с дуговидной шейкой, цилиндрической, прямой отогнутой, с усечённо-конической; грушевидные с дуговидной, цилиндрической и цилиндро-конической шейкой.
Другие формы керамики представлены единичными экземплярами. Это тарелки или сковородки, цедилки, жаровни высотой 12 см, диаметром 1 м с вертикальными стенками, крышки сосудов. Глиняные и каменные пряслица, найденные на поселениях говорят о развитии прядения и ткачества.

## Верования

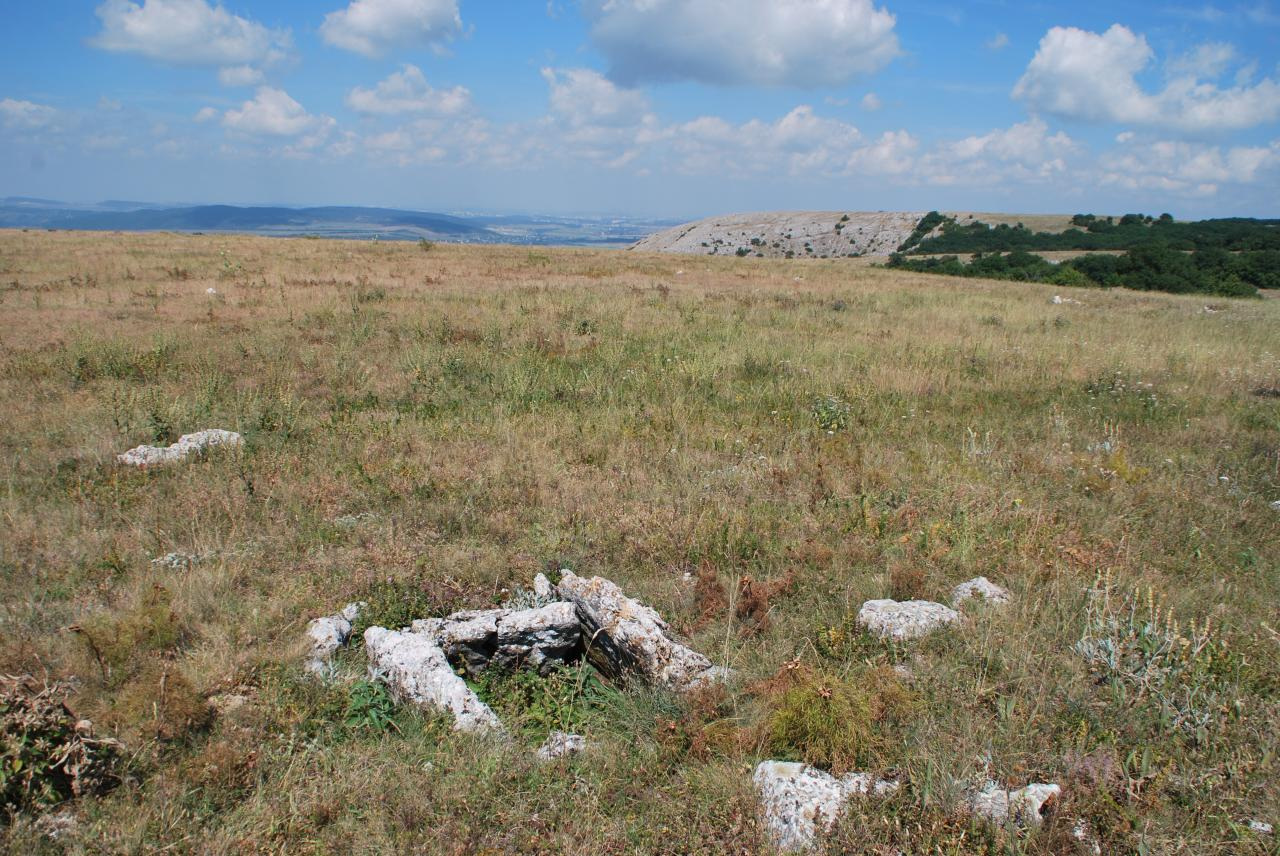
Дольменный комплекс (Таврские ящики) на горе Золотое ярмо близ села Дружное

По утверждению античных историков у тавров существовал культ кровожадной богини Девы, которой они приносили в жертву пленных чужеземцев. Сами тавры называли Деву — Ифигения. В некоторых пещерах (Ени-Сала II, МАН, Кизил-Коба) были обнаружены культовые святилища с обломками кизил-кобинских сосудов и костей животных, где животных, их жир, кровь и молоко, которыми были наполнены сосуды, приносили в жертву богам.

## Погребения

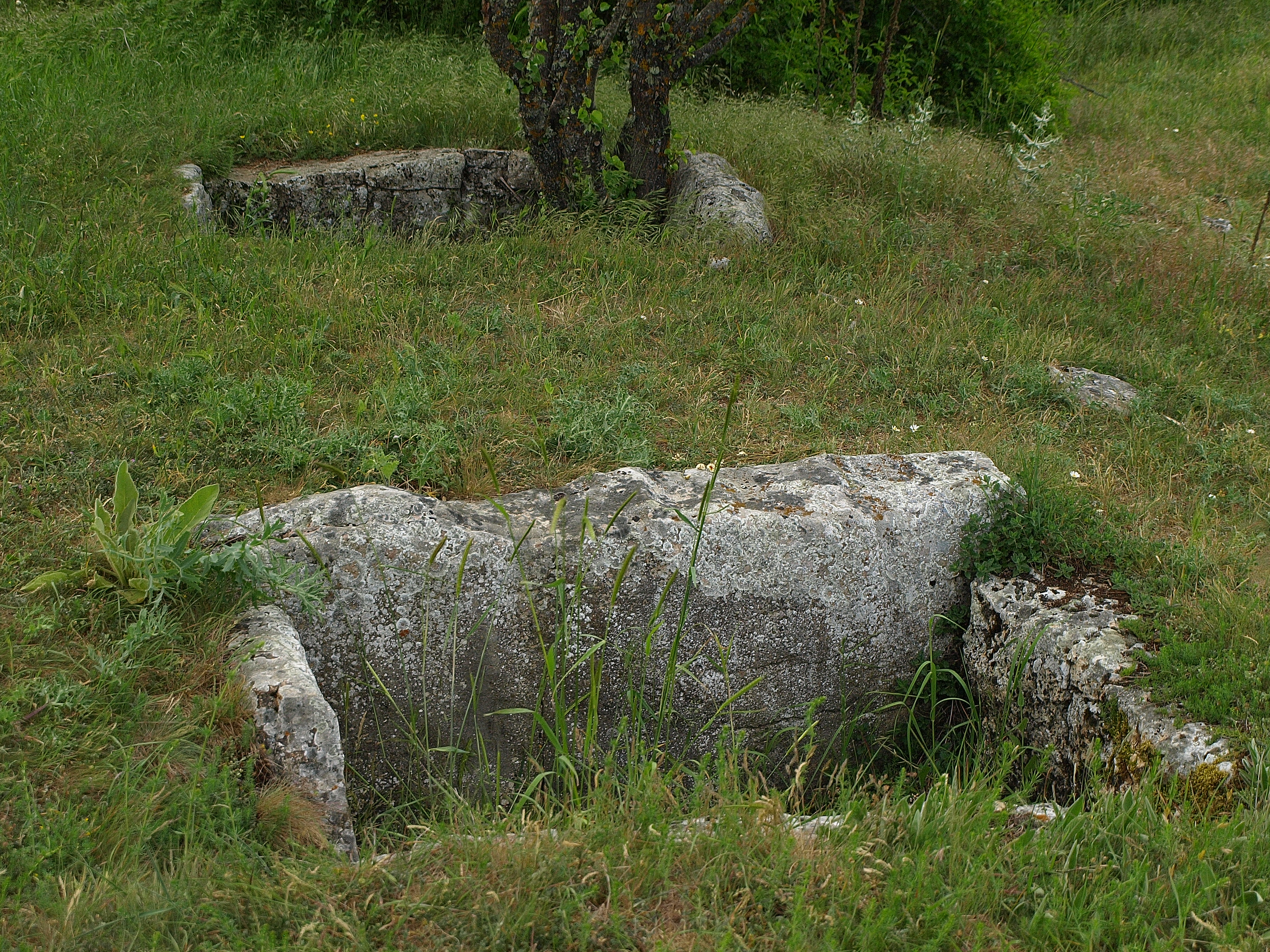
Таврский могильник Таш-Кой в Байдарской долине

Могильники почти всегда располагались вблизи поселений. Они состояли из нескольких десятков каменных ящиков (крымских подземных дольменов), часто окружённых кромлехами. Каменный ящик, как правило, не превышал длины в 1,5 м, ширины и высоты — 1 м. Редко встречались ящики и бо́льших размеров. Умершие укладывались на спине или на боку в скорченном положении. Каменные ящики использовались для многократных погребений. После полного заполнения их очищали от костей, оставляя черепа, и продолжали захоранивать. Иногда захоронения совершались в ямах с каменными перекрытиями. Над некоторыми погребениями насыпались невысокие курганы. В могилах найдены останки от двух, трёх, до нескольких десятков погребённых (черепов). Вместе с умершими обнаружены сосуды, оружие (мечи-акинаки, наконечники стрел), конская сбруя (металлические удила), разнообразные бронзовые украшения (кольца, браслеты, височные подвески, гривны), стеклянные бусы, раковины каури. Могильники датируются VI—V веками до н. э. (до греческой колонизации), что подтверждается сведениями античных письменных источников о проживании в это время именно тавров в данном ареале. Крымские дольмены систематически начал исследовать Н. И. Репников, который связывал их с таврами и, что источником их происхождения является гальштатская культура. Он же классифицировал захоронения, выделив три типа: без оград вокруг, в ограждении из камней и под курганной насыпью.